# Crimmitschau
Crimmitschau är en stad i västra delen av fristaten Sachsen, vid floden Pleisse. Staden har cirka 18 500 invånare. Staden ingår i förvaltningsområdet Crimmitschau-Dennheritz tillsammans med kommunen Dennheritz.
Staden var tidigare känd för sin textil- och maskinindustri. Strax väster om staden ligger slottet Blankenhain.